# Yūsuke Minoguchi
Yūsuke Minoguchi (jap. 簔口 祐介, Minoguchi Yūsuke; * 23. August 1965 in Hokkaido) ist ein ehemaliger japanischer Fußballspieler.

## Karriere

### Verein
Minoguchi spielte in der Jugend für die Kokushikan-Universität. Er begann seine Karriere bei JEF United Ichihara, wo er von 1988 bis 1992 spielte. Danach spielte er bei PJM Futures (1993–1994), Fukuoka Blux (1995) und Oita Trinity (1996). 1996 beendete er seine Spielerkarriere.

### Nationalmannschaft
Minoguchi wurde 1988 in den Kader der japanischen B-Fußballnationalmannschaft berufen und kam bei der Asienmeisterschaft 1988 zum Einsatz.